# 펜타카보닐 철
펜타카보닐 철 또는 카보닐 철은 철 화합물이다. 화학식은 Fe(CO)5이다. 표준 조건에서 Fe(CO)5는 점성이 약한 주황색 액체로 톡 쏘는 냄새가 나며, 오래된 샘플은 더 어두운 색을 띈다. 펜타카보닐 철은 작은 규모의 유기 합성에 유용하다.

## 속성
철 펜타카르보닐은 균질 금속 카보닐이며, 여기서 일산화탄소는 철과 복합한 유일한 리간드이다. 다른 예로는 정팔면체 Cr(CO)6 및 정사면체 Ni(CO)4가 있다. 대부분의 금속 카보닐은 18개의 원자가 전자를 가지고 있으며, Fe(CO)5는 8개의 원자가 전자와 CO 리간드에 의해 제공되는 5쌍의 전자로 이 패턴을 맞춘다. 대칭 구조와 전하 중립성을 반영하여 Fe(CO)5는 휘발성이며, 가장 자주 발생하는 액체 금속 복합체 중 하나이다. Fe(CO)5는 5개의 CO 리간드로 둘러싸인 Fe 원자를 가진 삼각쌍뿔 구조를 채택한다. 즉, 3개는 적도 위치에 있고 2개는 축 방향으로 묶여 있다. Fe-C-O 연결은 각각 선형이다. 그리고 이 착물에서는 철이 dsp3 혼성오비탈을 가진다.

## 산업 생산 및 사용
펜타카보닐 철의 산업 생산은 금속이 휘발성 가스를 제공하기 위해 일산화탄소로 처리된다는 점에서 Mond 공정과 다소 유사하다. 펜타카르보닐 철의 경우 반응이 더 느리다. 철 스펀지를 시작 재료로 사용해야 하며, 일산화탄소 5~30MPa와 150–200°C의 보다 가혹한 반응 조건을 사용해야 한다. 몬드 공정과 유사하게, 황은 촉매 역할을 한다. 조철 펜타카르보닐은 증류에 의해 정제된다. Ullmann's Encyclopedia of Industrial Chemistry에 따르면 펜타카르보니론을 제조하는 공장은 독일의 BASF와 앨라배마의 GAF는 각각 9000톤과 1500-2000톤/년이다.